# Ariana Grande-diszkográfia
Ariana Grande Grammy-díjas amerikai énekesnő. Idáig hat stúdióalbumot, egy válogatásalbumot, egy koncertalbumot, egy remixalbumot, két EP-t (középlemezt), ötvenkét  kislemezt (közülük tizenhatot közreműködő előadóként), valamint tizenkét promóciós kislemezt tudhat magáénak.
2011 decemberében jelent meg a Republic Recordsnál debütáló kislemeze, a Put Your Hearts Up. 2013 márciusában kiadta debütáló albumának, a Yours Trulynak első kislemezét, a The Way című számot. Ez tizedik, majd kilencedik helyezést ért el a Billboard Hot 100 listán az USA-ban. Szeptemberben megjelent maga az album, mely sok országban top 10-be került, a Billboard 200-on pedig első helyen debütált. A Amerikai Hanglemezgyártók Szövetsége (RIAA) platinalemez mínősítéssel illette. Az album további kettő kislemezt tartalmaz, ezek pedig: a Baby I és a Right There. Előbbi hatodik helyet ért el Japánban. 2013 decemberében Chrismas Kisses címmel megjelent első EP-je, amely négy karácsonyi számot tartalmaz. 2014 decemberében újra kiadták Japánban, méghozzá egy bónuszszámmal kibővítve. Ez volt a Santa Tell Me.
2014 augusztusában jelent meg a My Everything, az énekesnő második stúdióalbuma. A Billboard 200 listán ez is megszerezte az első helyet. Az első kislemez róla a Problem volt, amely hatalmas nemzetközi sláger lett. Szinte minden fontos slágerlistán top 10-be került, az USA-ban második, az Egyesült Királyságban első lett. Az ezt követő két kislemez, a Break Free és a Bang Bang is nagy sikert aratott. Mindkét dal top 5-ös lett a Billboard Hot 100-on, így Ariana lett a második női előadó, kinek egyidejűleg 3 száma szerepelt e lista top 10-ében. A Bang Bang szintén elérte az első helyet az Egyesült Királyságban. A negyedik és ötödik kislemezeknek, a Love Me Hardernek és a One Last Time-nak hetedik, illetve tizenharmadik lett a legjobb helyezése a Billboard Hot 100-on. Ezzel ő lett az egyetlen előadó 2014-ben, akinek négy dala is a top 10-ben szerepelt itt. Mindegyik kislemez az albumról legalább egy platinalemezt nyert az RIAA-től. 2015 májusában adták ki Japánban Ariana első remixalbumát, a The Remixet, amely az első két nagylemez dalainak átdolgozásait tartalmazza.
2016 májusában jelent meg harmadik stúdióalbuma, a  Dangerous Woman. Az USA-ban a második helyig jutott, de az Egyesült Királyságban és további 12 országban első lett a toplistákon. A vezető, névadó kislemez a Billboardon a tizedik helyen debütált, majd felcsúszott a nyolcadikra. Ezáltal Ariana az első és egyetlen előadó, kinek első három stúdióalbumának első kislemezei mind top 10-ben debütáltak a listán. A következő két kislemeze, az Into You és a Side to Side is nagy kereskedelmi sikereket ért el. Mindkét dal top 20-ba került az USA-ban és az Egyesült Királyságban. Az album negyedik, 2017-es kislemeze, az Everyday szintén sláger lett, de messze nem akkora, mint az első három. 2017 februárjában John Legenddel átdolgozták a Beauty and the Beast című Disney-dalt A szépség és a szörnyeteg élőszereplős változához. Japánban tizedik lett a dal, a Recording Industry Association of Japan (RIAJ) aranylemez minősítéssel illette. 2018 augusztusában jelent meg a Sweetener, Ariana negyedik nagylemeze. Ennek első kislemeze a No Tears Left to Cry, mely Ausztriában és Norvégiában is elérte az első helyet, Amerikában a harmadikat. Az album második single-je, a God Is a Woman a Billboard Hot 100 lista nyolcadik helyét, míg a harmadik, a Breathin a tizenegyedik helyét érte el. Az ötödik stúdióalbuma a Thank U, Next 2019 februárjában került a lemezboltokba. Azonos című első kislemeze az első helyen debütált mind az USA-ban, mind az Egyesült Királyságban. Az ezt követő két kislemez, a 7 rings, valamint a Break Up with Your Girlfriend, I'm Bored az USA-ban rendre első és második helyen debütáltak, az Egyesült Királyság slágerlistáján mindketten megszerezték a nyertes pozíciót.
2020-ban három száma debütált a Hot 100 lista élén: a Stuck with U Justin Bieberrel, a Rain on Me Lady Gagával, valamint a Positions (utóbbi kettő egyébként Nagy-Britanniában is első helyen nyitott). Ezzel Ariana lett az egyetlen előadó a zenetörténetben, akinek négy, majd az egyetlen, akinek öt dala is győztes pozíciót foglalt el az Államok hivatalos slágerlistáján, méghozzá rögtön az első héten. A Positions album egy héttel az azonos című vezető kislemez után jött ki, és további két dal jelent meg róla: a meglehetősen megosztó 34+35, illetve a videóklip nélkül is sikeresnek mondható POV, utóbbi már 2021-ben. Szintén 2021-ben The Weeknd slágerének, a Save Your Tearsnek a remixváltozatát készítette el az énekessel. A dal így megszerezte az amerikai slágerlista első helyét, ezáltal Grande hatodik number-one dala lett.

## Stúdióalbumok

### Yours Truly
Megjelenés dátuma: 2013.09.02.
Kiadó: Republic Records
Formátumok: CD, digitális letöltés, LP, streaming
Legjobb helyezések: Billboard 200 (US): 1., ARIA Charts (AUS): 6., Canadian Albums Chart (CAN): 2., Hitlisten (DEN): 10., Oricon Album Charts (JPN): 3., Dutch Charts (NLD): 5., Official New Zealand Music Chart (NZ): 11., UK Albums Chart (UK): 7.
Minősítések: Amerikai Hanglemezgyártók Szövetsége (RIAA): platinalemez, British Recorded Music Industry (BPI): aranylemez, Music Canada (MC): aranylemez, Recording Industry Association of Japan (RIAJ): aranylemez
Kislemezek: The Way, Baby I, Right There

### My Everything
Megjelenés dátuma: 2014.08.25.
Kiadó: Republic Records
Formátumok: CD, digitális letöltés, LP, streaming
Legjobb helyezések: Us: 1., AUS: 1., CAN: 1., DEN: 2., Federazione Industria Musicale Italiana (ITA): 4., JPN: 3., NLD: 1., NZ: 3., Sverigetopplistan (SWE): 2., UK: 3.
Minősítések: RIAA: platina (2x), Australian Recording Industry Association (ARIA): platina, BPI: platina, Federazione Industria Musicale Italiana (FIMI): platina, Grammofonleverantörernas förening (GLF): platina, IFPI Danmark (IFPI DEN): platina (2x), NVPI: platina, MC: platina (3x), RIAJ: platina
Kislemezek: Problem, Break Free, Bang Bang, Love Me Harder, One Last Time

### Dangerous Woman
Megjelenés dátuma: 2016.05.20.
Kiadó: Republic Records
Formátumok: CD, digitális letöltés, LP, streaming
Legjobb helyezések: US: 2., AUS: 1., CAN: 2., DEN: 5., ITA: 1., JPN: 2., NLD: 1., NZ: 1., SWE: 4., UK: 1.
Minősítések: RIAA: platina (2x), BPI: platina, FIMI: platina, GLF: arany, IFPI DEN: platina (2x), MC: platina (3x), RIAJ: arany
Kislemezek: Dangerous Woman, Into You, Side to Side, Everyday

### Sweetener
Megjelenés dátuma: 2018.08.17.
Kiadó: Republic Records
Formátumok: CD, digitális letöltés, LP, Compact Cassette, streaming
Legjobb helyezések: US: 1., AUS: 1., CAN: 1., DEN: 2., ITA: 1., JPN: 5., NLD: 1., NZ: 1., SWE: 1., UK: 1.
Minősítések: RIAA: platina, ARIA: platina, BPI: platina, FIMI: arany, GLF: arany, IFPI DEN: platina, MC: platina (2x), Recorded Music NZ (RMNZ): platina
Kislemezek: No Tears Left to Cry, God Is a Woman, Breathin

### Thank U, Next
Megjelenés dátuma: 2019.02.08.
Kiadó: Republic Records
Formátumok: CD, digitális letöltés, LP, Compact Cassette, streaming
Legjobb helyezések: US: 1., AUS: 1., CAN: 1., DEN: 1., ITA: 2., JPN: 12., NLD: 2., NZ: 1., SWE: 1., UK: 1.
Minősítések: RIAA: platina, ARIA: platina, BPI: platina, IFPI DEN: platina, MC: platina (3x), RMNZ: platina (2x)
Kislemezek: Thank U, Next, 7 rings, Break Up with Your Girlfriend, I'm Bored

### Positions
Megjelenés dátuma: 2020.10.30.
Kiadó: Republic Records
Formátumok: CD, digitális letöltés, Compact Cassette, streaming
Legjobb helyezések: US: 1., AUS: 2., CAN: 1., ITA: 8., NLD: 2., NZ: 1., SWE: 3., UK: 1.
Minősítések: RIAA: platina, BPI: arany, IFPI DEN: arany, RMNZ: platina
Kislemezek: Positions, 34+35, POV

## Koncertalbumok

### K Bye for Now (SWT Live)
Megjelenés dátuma: 2019.12.23.
Kiadó: Republic Records
Formátumok: Streaming, digitális letöltés
Legjobb helyezések: US: 97., NLD: 57., Swiss Hitparade (SWI): 93.

## Válogatásalbumok

### The Best
Megjelenés dátuma: 2017. 09. 27. (csak Japánban)
Kiadó: Universal Music Japan
Formátumok: CD, digitális letöltés
Eladások: Japán: 58 542
Legjobb helyezések: JPN: 2.

## Remixek

### The Remix
Megjelenés dátuma: 2015. 05. 25. (csak Japánban)
Kiadó: Universal Music Japan
Formátumok: CD, digitális letöltés
Eladások: Japán: 1 542
Legjobb helyezések: JPN: 32.

## EP-k
| Év   | Cím | Legjobb helyezések | Legjobb helyezések | Legjobb helyezések | Legjobb helyezések | Legjobb helyezések | Legjobb helyezések | Eladások              |
| Év   | Cím | USA                | USA Hol.           | AUS                | CAN                | JPN                | SWE                | Eladások              |
| ---- | --- | ------------------ | ------------------ | ------------------ | ------------------ | ------------------ | ------------------ | --------------------- |
| 2013 | Christmas Kisses - Megjelenés dátuma: 2013. december 13. - Kiadó: Republic Records - Formátumok: digitális letöltés  | —                  | —                  | —                  | —                  | 25                 | —                  | - világszerte: 16 000 |
| 2015 | Christmas & Chill - Megjelemés dátuma: 2015. december 18. - Kiadó: Republic Records - Formátumok: digitális letöltés | 34                 | 3                  | 49                 | 43                 | 47                 | 30                 | - világszerte: 44 000 |

## Kislemezek

### Önálló kislemezek

#### Put Your Hearts Up
2011-es, album nélküli debütáló kislemeze nem hozta meg az énekesnő számára az áttörő sikert,  de az RIAA aranylemezzé minősítette.

#### The Way
2013-ban jelent meg, méghozzá az amerikai rapper, Mac Miller közreműködésével, Grande debütáló albumának vezető kislemezeként. Amerikában a 9., Ausztráliában a 37., Kanadában a 33., Japánban a 66., Hollandiában a 22., Új-Zélandon a 31., az Egyesült Államokban pedig a 41. helyig jutott, ezzel meghozva Ariana számára a sikert. Az RIAA-től három platinalemez, az ARIA-től aranylemez, a BPI-tól ezüstlemez,  az MC-től platinalemez minősítéssel büszkélkedhet.

#### Baby I
2013-ban jelent meg. Az album első kislemezéhez hasonló népszerűségre tett szert, Amerikában 21., Ausztráliában 67., Kanadában 57., Japánban 6.,  Hollandiában 39., az Egyesült Királyságban 145. lett a legjobb helyezése. A RIAA platinalemez, a RIAJ aranylemez címet adományozott a dalnak.

#### Right There
2013-ban adták ki, a híres amerikai rapper, Big Sean részvételével. Amerikában 84., Ausztráliában 51., az Egyesült Királyságban 113. pozícióig jutotta a dalt. Egy aranylemez minősítést mutathat fel az RIAA-től.

#### Last Christmas
A 2013-as Christmas Kisses kislemezeként jelentette meg. Az énekesnő a Wham! popduó népszerű karácsonyi dalát dolgozta át. Amerikában 96., Japánban 73., Hollandiában 59., az Egyesült Királyságban  92. helyig ért.

#### Love Is Everything
Szintén az EP-ről való kislemez. Hollandiában 89., az Egyesült Királyságban 132. lett.

#### Snow in California
Az EP ezen dalának Hollandiában 93., a UK-ban 151. a legjobb helyezése.

#### Santa Baby
Az 1951-es Santa Baby című dal újragondolása Liz Gilles részvételével Ausztráliában 77., Hollandiában 53., a Királyságban pedig 155. helyig jutott.

#### Problem
Ariana második nagylemezének 2014-ben megjelent vezető kislemeze (Iggy Azalea közreműködésével) egyből hatalmas világslágerré vált. Amerikában és Ausztráliában a dobogó második fokáig jutott, Kanadában bronzérmes lett, Dániában és Svédországban 5., Olaszországban 12., Japánban 16., Hollandiában 10., Új-Zélandon és az Egyesült Királyságban pedig tetőzött a slágerlistákon. Az RIAA hat, az ARIA öt, a BPI egy, az FIMI kettő, a GLF három, az IFPI DEN kettő, az MC négy, az NVPI kettő, az RIAJ egy, az RMNZ szintén egy platinalemez jelzővel tüntette ki. A dal videoklipje a YouTube-on már 1,2 milliárd megtekintésnél jár, ezzel az énekesnő harmadik legnézettebb dala a videómegosztón.

#### Break Free
A 2014-es második kislemez a DJ Zedd részvételével szintén óriási sikert aratott. Az USA-ban 4., Ausztráliában 3., Kanadában és Új-Zélandon 5., Dániában 3. Japánban 19., Olaszországban és az Egyesült Királyságban 16., Hollandiában és Svédországban 6. lett a legjobb helyezése. Az RIAA három, az ARIA négy, a BPI egy, az FIMI kettő, a GLF négy, az IFPI DEN egy, az MC négy, az NVPI kettő alkalommal minősítette platinalemezzé, az RMNZ egyszer aranylemezzé. Videóklipje már több mint 1,1 milliárd megtekintéssel rendelkezik, így Ariana negyedik legnézettebb videója a YouTube-on.

#### Bang Bang
Szintén 2014-es kislemez a My Everythingről Jessie J és Nicki Minaj énekesnőkkel közösen. Az úgyszintén világsikerré vált dal Amerikában és Kanadában 3., Ausztráliában és Új-Zélandon 4., Dániában 10., Olaszországban 24., Japánban 40., Hollandiában 7., Svédországban 15., míg a UK-ban győztes pozíciót ért el.  Az RIAA nyolc, az ARIA három, a BPI, az FIMI, a GLF és az RMNZ kettő, az IFPI DEN egy, az MC hat platinalemez minősítést ítélt oda neki. A klipet már 1,6 milliárdszor tekintették meg, ezzel ez Ariana videói közt az ezüstérmes.

#### Love Me Harder
A második nagylemez 2014-es negyedik kislemeze The Weeknddel közösen készült. Amerikában 7., Ausztráliában 19., Kanadában 10., Dániában 18., Olaszországban 17., Hollandiában 12., Új-Zélandon 28., Svédországban 26., míg az Egyesült Királyságban 48. helyezésig ért el. Az RIAA-től és az MC-től három, az ARIA-től kettő, az FIMI-tól, a GLF-től és az IFPI DEN-től egy-egy platinalemez, a BPI-tól egy aranylemez minősítése van.

#### Santa Tell Me
Grande legnépszerűbb karácsonyi száma a Christmas Kisses japán bonuszszámaként jelent meg egy évvel maga az EP kiadása után, 2014-ben. Az évek során Amerikában 17., Ausztráliában 6., Kanadában 8., Dániában és Svédországban 4., Olaszországban 14., Japánban 29., Hollandiában 6., Új-Zélandon 8., az Egyesült Királyságban pedig a 11. helyig tornázta fel magát. A BPI egy, az IFPI DEN két platinalemez, az FIMI és az RMNZ egy aranylemez minősítésben részesítette.

#### One Last Time
Már 2015-ben jelent meg a My Everything utolsó kislemezeként. Amerikában 13., Ausztráliában 15., Kanadában 12., Dániában 19., Olaszországban 6., Japánban 66., Hollandiában 11., Új-Zélandon és Svédországban 22., az angoloknál 2. lett. Az RIAA egy, az ARIA három, a BPI három, az FIMI három, a GLF kettő, az IFPI DEN egy, az MC négy platinalemez címet ajándékozott a dalnak.

#### E Più Ti Penso
2015-ben a híres olasz operaénekessel, Andrea Bocellivel közösen egy olasz nyelvű kislemezt jelentettek meg. A dal Bocelli Cinema című albumán hallható.

#### Focus
A 2015-ös kiadvány a Dangerous Woman album japán bővített verzióján jelent meg. Ez a dal is nagy sikereket könyvelhet el magának, ugyanis Amerikában 7., Ausztráliában és Nagy-Britanniában 10.,  Kanadában  és Olaszországban 8.,  Dániában 30., Japánban 19., Hollandiában 9., Új-Zélandon 16., Svédországban 14. pozíciót ért el. Az RIAA két, az ARIA, az FIMI és a GLF egy platinalemez,  az MC aranylemez, a BPI ezüstlemez címet osztott neki.

#### Dangerous Woman
A harmadik album 2016-os vezető kislemeze is gyorsan slágerré vált. Amerikában 8., Ausztráliában 18., Kanadában 10., Dániában 31., Olaszországban 19., Japánban 73., Hollandiában 21., Új-Zélandon 16., Svédországban 30., az Egyesült Királyságban pedig 17. helyig jutott. Továbbá az RIAA és az MC révén négy, az ARIA révén kettő, a BPI, a GLF és az RMNZ révén egy-egy platinalemez címe van, az IFPI DEN-től pedig egy aranylemeze.

#### Into You
A 2016-ban megjelent dal szintén nagy sláger lett: Amerikában és Kanadában 13., Ausztráliában 11., Dániában 30., Olaszországban 29., Japánban 25., Hollandiában 21., Új-Zélandon 9., Svédországban 31., az Egyesült Királyságban 14. helyig kúszott fel. Az RIAA négy, az ARIA három, a BPI, az FIMI és a GLF kettő, az IFPI DEN egy, az MC hat alkalommal minősítette platinalemezzé,  míg az RMNZ aranylemezzé.

#### Side to Side
A Nicki Minaj rappjét is tartalmazó kislemez szintén 2016-ban jött ki, de még nagyobb sikereket ért el. Amerikában, a UK-ban és Kanadában 4., Ausztráliában 3., Dániában és Svédországban 13., Olaszországban 28., Japánban 74., Hollandiában 11., Új-Zélandon pedig 2. pozíciót sikerült elérnie a slágerlistán. Magáénak tudhat az MC-től hét, az ARIA-től öt, az RIAA-tól hat, a BPI-tól és a az FIMI-tól kettő, a GLF-től, az IFPI DEN-től és az RMNZ-től egy platinalemezt. A YouTube-videóklip már meghaladta az 1,9 milliárd megtekintést, ezzel Grande összes videója közt a legnézettebb.

#### Everyday
A Future közreműködésével készült szám már 2017-ben jött ki. Amerikában 55., Ausztráliában 96., Kanadában 54., a Királyságban 123. a legjobb helyezése. Az RIAA és az MC platinalemez, az ARIA aranylemez, míg a BPI ezüstlemez címmel tüntette ki.

#### Beauty and the Beast
John Legenddel közösen dolgozta át a Beauty and the Beast című Disney-dalt A szépség és a szörnyeteg  élőszereplős adaptációjához 2017-ben. Amerikában 87., Ausztráliában 64., Kanadában 70., Japánban 10., a UK-ban 52. helyezése lett. Az RIAA aranylemez, a BPI ezüstlemez minősítéssel illette. A dal hallható a film zenei albumán.

#### No Tears Left to Cry
A negyedik album, a Sweetener 2018-as vezető kislemeze óriási sláger lett. Ezt jól mutatja az amerikai 3., a kanadai és brit 2., a  japán 12., a svéd 10., a dán és olasz 6., a holland és új-zélandi 4., valamint az ausztrál 1. helyezése.  A RIAA három, az MC öt, az ARIA és a BPI  kettő, az IFPI DEN, az RMNZ, a GLF és az FIMI egy platinalemez címet adományozott neki. A videóklipje már több mint 1 milliárd megtekintéssel rendelkezik, az énekesnő ötödik legnézettebb videója.

#### God Is a Woman
A 2018-as második kislemeznek Amerikában 8., Ausztráliában, Kanadában és Új-Zélandon 5., Dániában 17., Olaszországban 27., Japánban 73., Hollandiában 19., Svédországban 12., az Egyesült Királyságban 4. helyezést sikerült elérnie.  Az RIAA kettő, az MC négy, az ARIA és a BPI egy platinalemezt ítélt neki oda, az IFPI DEN egy aranylemezt.

#### Breathin
A harmadik, egyben utolsó kislemezt szintén 2018-ban adták ki. Amerikában 12., Ausztráliában és Nagy-Britanniában 8., Kanadában 15., Dániában 19., Olaszországban 33., Hollandiában 23., Új-Zélandon 11., Svédországban pedig 13. helyezés a csúcsteljesítménye. Ezenkívül az ARIA-től és a BPI-tól egy, az MC-től három platinalemez, az IFPI DEN-től és az RMNZ-től  aranylemez minősítést érdemelt ki a dal.

#### Thank U, Next
Minden eddiginél szebb eredményeket produkált a slágerlistákon a 2018 őszén kiadott, az ötödik nagylemezzel azonos című vezető kislemez. Japánban és Olaszországban 24., Dániában, Hollandiában és Svédországban 3. helyig jutott, míg Amerikában, Ausztráliában,  Kanadában, Új-Zélandon és az Egyesült Királyságban elérte az győztes pozíciót. Az ARIA-től és az MC-től hét, az RIAA-től öt, a BPI-tól és az RMNZ-től kettő, az IFPI DEN-től egy darab platinalemez címet szerzett.

#### 7 Rings
Ariana az 1959-es A muzsika hangja című musical egyik betétdalát, a My Favorite Thingst is feldolgozta. A végeredmény 2019 egyik legnagyobb slágere lett, még a Thank U, Nextnél is nagyobb népszerűségéről árulkodik a slágerlistákon elért sok magas helyezés: Japánban 21., Olaszországban 5., Hollandiában 4., Dániában 2. pozícióig sikerült eljutnia, míg Amerikában, Ausztráliában, Kanadában, Új-Zélandon, Svédországban és az Egyesült Királyságban aranyérmes lett. Az ARIA hatszor, az RIAA ötször, a BPI kétszer, az IFPI DEN  és az RMNZ egyszer, az MC pedig hétszer minősítette platinalemezzé.

#### Break Up with Your Girlfriend, I’m Bored
A  2019-es harmadik kislemez is közel olyan népszerűvé vált, mint az első kettő. Olaszországban 35., Hollandiában 11. Svédországban 6., Dániában 4., Amerikában, Ausztráliában és Kanadában 2 lett., Új-Zélandon és a Királyságban pedig vezette a listát. Míg az MC négyszer, az ARIA, a BPI és az RMNZ egyszer tüntette ki platinalemezzel,  az IFPI DEN és a FIMI egyszer aranylemez címmel.

#### Monopoly
Szintén 2019-ben jött ki, a Thank U, Next album japán bővített kiadásán hallható Ariana és Victoria Monét előadásában. Amerikában 69., Ausztráliában 21., Kanadában 38., Hollandiában 76., Új-Zélandon 19., Svédországban 53., az Egyesült Királyságban pedig 23. helyig jutott. Ezenkívül a dalnak van egy aranylemez minősítése az MC-től és egy ezüstlemez minősítése a BPI-tól.

#### Boyfriend
2019 augusztusában jelent meg a Social House duóval közösen. Szintén szép helyezéseket ért el a slágerlistákon: Amerikában 8., Ausztráliában, Új-Zélandon és Nagy-Britanniában 4., Kanadában 5., Dániában 20., Olaszországban 57., Japánban 38., Hollandiában 30., Svédországban 18. a legjobb helyezése. Az MC és az RIAA platinalemez, az ARIA, a BPI és az RMNZ aranylemez minősítéssel illette. A dal az Everything Changed...-en, a Social House debütáló EP-jén van rajta.

#### Don’t Call Me Angel
2019-ben két ismert énekesnővel, Miley Cyrusszal és Lana Del Reyjel közösen jelent meg a Charlie angyalai filmzenei albumának vezető kislemezeként. Amerikában 13., Ausztráliában 4., Kanadában 7., Dániában 22., Olaszországban 39., Japánban 61., Hollandiában 27., Új-Zélandon 6., Svédországban 25., a UK-ban 2. helyezést produkált. Az ARIA és az MC aranylemeznek, a BPI ezüstlemeznek minősítette a dalt.

#### Stuck with U
Justin Bieberrel közösen jött ki 2020-ban album nélküli jótékonysági kislemezként. A dal a COVID-19 vírus miatt szükséges kitartásra és a karantén betartására biztatja az embereket. Olaszországban 23., Dániában 5., az Egyesült Királyságban 4., Ausztráliában és Hollandiában 3. lett, míg az Államokban, Kanadában és Új-Zélandon mind 1. helyen debütált, ezzel Ariana harmadik listavezető dala lett a Billboardon, egyben a harmadik első helyen debütált is. Az ARIA és az MC kétszer, az RMNZ egyszer minősítette platinalemezzé, a BPI és az IFPI DEN aranylemezzé.

#### Rain on Me
Lady Gaga Chromatica című hatodik stúdióalbumának második kislemezét Grandével közösen adta ki 2020-ban. A dal óriási siker lett. A videóklipet az első 24 óra alatt több mint 23 milliószor nézték meg, a 100 millió megtekintéshez pedig még három hét se kellett. Dániában 14., Svédországban 8., Németországban és Hollandiában 9., Olaszországban 5., Új-Zélandon 2. lett, míg mind az Egyesült Királyság, mind Kanada, mind az Amerikai Egyesült Államok listáján az első helyen debütált. Ezzel Ariana negyedik listavezető dala lett a Billboard Hot 100-on, egyben negyedik első helyen debütált. Ezzel ő lett a lista történetének legtöbb első helyen debütált számmal rendelkező művésze. Egyébként a dalnak a slágerlista élen való landolása más szempontból is mérföldkő, ugyanis ez az első női kollaboráció, mely egyből megszerezte az első helyet. Ugyanezen a kategórián belül az egy hét alatt legtöbbet streamelt dal rekordját is megdöntötte 8,1 millió streameléssel. Ezenkívül a Rain on Me győzelme által Grande az első előadó, akinek a 2020-as években több száma is el tudta érni az amerikai slágerlista vezető pozícióját. Az RIAA és az MC kettő, az ARIA, a BPI, a FIMI és az RMNZ egy platinalemez címmel látta el, míg az IFPI DEN egy ezüstlemezzel.

#### Positions
2020. október 23-án jelent meg Ariana hatodik stúdióalbumának vezető, egyben névadó kislemeze.

#### 34+35
2020 végén a hatodik albummal együtt jelent meg a második kislemez.

### Közreműködések

#### Popular Song
A 2013-as első és jelenleg a YouTube-on legnézettebb dal (már  200 milliónál is több megtekintésnél jár a videóklip), mely Grande részvételével készült, a Popular Song, a vezető előadó Mika. Amerikában 87., Ausztráliában 71., Hollandiában 92., az Egyesült Királyságban 183. a legjobb helyezése, de ezenkívül az RIAA aranylemezzé minősítette. A dalt egyébként hallhatjuk a Yours Trulyn és Mika The Origin of Love című albumán is.

#### Adore
2015-ben a DJ Cashmere Cat Ariana Grande részvételével adta ki a 9 című albumának japán deluxe kiadásán is megjelent kislemezt, amely az amerikai Billboard Hot 100 slágerlistán a 93. helyen szerepelt.

#### Boys Like You
2015-ben jelent meg Who Is Fancy albumon nem hallható single-je Meghan Trainor és Ariana közreműködésével. Az RMNZ aranylemez kitüntetésén kívül magáénak tudhat egy holland 82. és egy új-zélandi 26. pozíciót.

#### Over and Over Again (Remix)
2016-ban jött ki Nathan Skyesnak az Unfinished Business albumon szereplő dalának remixe, mely az énekesnő vokáljával van színesítve.

#### This Is Not a Feminist Song
A Saturday Night Live című amerikai comedy-sorozat szereplőgárdájával vette fel Grande az albumon meg nem jelent 2016-os dalt.

#### My Favorite Part
Mac Miller 2016-os kislemeze Ariana Grandével a The Divine Feminine albumán hallható.

#### Faith
Grande Stevie Wonderrel is dolgozhatott, méghozzá a 2016-os Énekelj! című animációs film betétdala kapcsán. A Sing: Original Motion Picture Soundtrack filmzenei albumon is megjelent dal Franciaországban 102., Olaszországban 51., Japánban 48. helyezést ért el, és az FIMI-tól még egy aranylemez minősítéssel is büszkélkedhet.

#### Heatstroke
Calvin Harris 2017-es kislemeze a Funk Wav Bounces Vol. 1-ról Arianáén kívül olyan előadók közreműködésével készült, mint Young Thug és Pharrell Williams. Az USA-ban 96., Ausztráliában és Franciaországban 23., Kanadában 53.,  Olaszországban és Japánban 71., Svédországban 64., Nagy-Britanniában 25. volt a legszebb helyezés a hivatalos slágerlistán, melyet el tudott érni. A BPI ezüst-, az ARIA viszont platinalemezzé nyilvánította az eladások alapján.

#### Quit
Szintén Cashmere Cat 9 nevet viselő albumáról való a 2017-es dal, melyet Ariana énekel. Ausztráliában az 56., Kanadában a 100., Hollandiában a 81. helyig jutott. Az RIAA aranylemezzé tüntette ki.

#### Dance to This
A másik 100 milliós nézettséget is bőven túlhaladó Ariana Grande-közreműködés Troye Sivan 2018-ban kiadott kislemeze a Bloom című albumáról. A slágerlisták közül az ausztrálon 39., a kanadain 85., a francián és a svéden 98., a briten pedig 64. helyezésig jutott. Ezenkívül az ARIA platina-, az ARIA aranylemez címmel tüntette ki.

#### Bed
2018-ban Nicki Minaj és Ariana Grande újra együtt adtak ki egy kislemezt, amely Minaj negyedik stúdióalbumán, a Queenen hallható. A slágerlistákat és az eladásokat tekintve is sikeresnek mondható, hiszen az USA-ban a 42., Ausztráliában a 17., Kanadában a 30., Franciaországban a 60., Olaszországban a 91., Hollandiában a 64., Új-Zélandon a 25., Svédországban a 44., míg az Egyesült Királyságban a 20. pozíciót szerezte meg, az   RIAA és ARIA szakmai szervezetektől arany-, a BPI-tól ezüst-, az MC-től pedig platinalemez címet érdemelt ki.

#### Rule the World
Az amerikai rapper, 2 Chainz Rap or Go to the League albumának második kislemezeként 2019-ben kiadott dalában Grande énekhangját is hallhatjuk. Az USA-ban 94., Kanadában 93. lett. Az RIAA aranylemezzétüntette ki.

#### Good as Hell (Remix)
Lizzo Cuz I Love You albumának super deluxe kiadásán is hallható a Good as Hell című dalának remixe Grandével. A 2019-es kiadvány az eredeti lemez eladásaihoz hozzáadva Hollandiában 50., Új-Zélandon 10., Svédországban 29. helyezést ért el. Az RMcímű NZ-től egy platinalemez címet kapott.

#### Time
A Childish Cambino 3.15.20. című albumáról való dalban Ariana is énekel.

### Promóciós kislemezek

#### L.A. Boyz
A V, mint Viktória című sorozat harmadik soundtrack albumán hallható a Victoria Justice-szel és a szereplőgárdával elénekelt dal.

#### Almost Is Never Enough
2013-ban Ariana és Nathan Skyes kiadták a A végzet ereklyéi: Csontváros című film betétdalát, amely így rajta van a Yours Trulyn kívül a filmzenei albumon is. Az USA-ban 82., az Egyesült Királyságban 49. lett.

#### Best Mistake
A Big Sean közreműködésével készült dalt a My Everythinghez vették fel, és adták ki 2014-ben promóciós kislemezként. Egy államokbeli 49., egy ausztráliai 45., egy kanadai 39., egy új-zélandi és egy dán 29., egy francia 103., egy olasz 99., egy japán 74., egy holland 67., valamint egy brit 154. helyezést tudott elérni.

#### Brand New You
A 2014-es dal a 13 című musicalben hallható.

#### Be Alright
2016-ban jelent meg a Dangerous Woman album iránt való érdeklődés felkeltése céljából. Amerikában 43., Ausztráliában 52., Kanadában 39., Franciaországban 75., Olaszországban 90., Japánban 67., Hollandiában 89., az Egyesült Királyságban pedig 65. volt a legmagasabb pozíció, amelyet betöltött. A BPI egy ezüstlemez, az RIAA egy platinalemez címet ruházott rá.

#### Let Me Love You
A Lil Wayne rappjét tartalmazó, második Dangerous Womanről való 2016-os promóciós kislemez amerikai 99., ausztrál 88., kanadai 73., francia 164. és brit 180. helyezése ugyan nem olyan szép eredmények, mint az előző kettő albumról megjelent promóciós kislemezeké voltak, de a több mint 250 milliós YouTube-nézettsége által az énekesnő legnépszerűbb nem rendes kislemezként megjelent dala a videómegosztón. Ezenkívül a BPI neki is odaadományozott egy ezüstlemezt, az RIAA pedig egy platinalemezt.

#### Jason's Song (Gave It Away)
A 2016-os dal a Dangerous Woman album deluxe változatán szerepel.

#### Somewhere Over the Rainbow
A manchesteri robbantás áldozatai tiszteletére elénekelt élő feldolgozás 2017-ben jelent meg. A Királyságban 60. lett.

#### Arturo Sandoval
Arturo Sandoval jazz-zenész és Pharrell Williams énekes közös, előbbi művész Ultimate Duets című albumához felvett 2018-as dalában Grande is közreműködött.

#### The Light Is Coming
2018-ban jött ki a Nicki Minaj részvételével készült Sweetener album kedvcsináló kislemeze. Amerikában 89., Ausztráliában 60., Kanadában 63., Franciaországban 70., Hollandiában 81., Nagy-Britanniában 57. lett.

#### Imagine
Grande a Thank U, Next reklámozásához is kiadott egydalt még 2018-ban, amelynek Amerikában 21., Ausztráliában 15., Kanadában 17., Franciaországban 110., Olaszországban 64., Hollandiában 32., Új-Zélandon 16., a Királyságban pedig 8. volt a csúcspozíciója. Az RIAA platina-, az ARIA arany-, a BPI ezüstlemezzé minősítette.

#### A Hand for Mrs. Claus
Az Idina Menzellel közös 2019-es dal Menzel Christmas: A Season of Love című karácsonyi albumán szerepel.

## Egyéb dalok

### Saját albumról
- Yours Truly
  - Honeymoon Avenue
  - Tattoed Heart
  - Lovin' It
  - Piano
  - Daydreamin' – KOR: 12.
  - You'll Never Know – KOR: 42.
  - Better Left Unsaid
- My Everything
  - Intro
  - Why Try
  - Be My Baby (ft. Cashmere Cat)
  - Break Your Heart Right Back (ft. Childish Cambino)
  - Just a Little Bit of Your Heart – AUS: 99.
  - Hands on Me (ft.  A$AP Ferg)
  - My Everything – KOR: 73.
  - Only 1
  - You Don't Know Me
  - Cadillac Song
  - Too Close
- Dangerous Woman
  - Moonlight
  - Greedy – FRA: 194., KOR: 18., POR: 86., UK: 113.
  - Leave Me Lonely (ft. Macy Gray) – UK: 143.
  - Bad Decisions – UK: 143.
  - Thinking Bout You – UK: 183.
  - Sometimes
  - I Don't Care
  - Touch It – UK: 176.
  - Knew Better / Forever Boy
  - Step on Up
- Sweetener
  - Raindrops (An Angel Cried) – AUS: 65., CAN: 96., POR: 54.
  - Blazed (ft. Pharrell Williams) – AUS: 74., POR: 80.
  - R.E.M. – US: 72., AUS: 52., CAN: 68., NLD: 100., POR: 67.
  - Sweetener – US: 55., AUS: 43., CAN: 44., FRA: 183., NLD: 77., NZ: 40., POR: 57., SWE: 96., UK: 22.
  - Successful – AUS: 71., POR: 99.
  - Everytime – US: 62., AUS: 36., CAN: 51., POR: 38.
  - Borderline (ft. Missy Elliott) – AUS: 83.
  - Better Off – AUS: 68., CAN: 92., POR: 93.
  - Goodnight N Go – US: 87., AUS: 57., CAN: 67., POR: 76.
  - Pete Davidson – US: 99., AUS: 58., CAN: 73., POR: 87.
  - Get Well Soon – AUS: 79.
- Thank U, Next
  - Needy – US: 14., AUS: 13., CAN: 16., FRA: 100., NLD: 41., NZ: 11., POR: 16., SWE: 43., UK: 8., RIAA: platinalemez, BPI: ezüstlemez
  - NASA – US: 17., AUS: 16., CAN: ,17. FRA: 128., NLD: 46., NZ: 30., POR: 26., SWE: 51., RIAA: platinalemez
  - Bloodline – US: 22., AUS: 11., CAN: 18., FRA: 97., NLD: 36., NZ: 28., POR: 18., SWE: 24.
  - Fake Smile – US: 26., AUS: 22., CAN: 25., FRA: 125., NLD: 48., POR: 31., SWE: 54.
  - Bad Idea – US: 27., AUS: 21., CAN: 22., FRA: 105., NLD: 43., POR: 22., SWE: 41.
  - Make Up – US: 48., AUS: 41., CAN: 42., FRA: 186., NLD: 64., POR: 50.
  - Ghostin – US: 25., AUS: 26., CAN: 27., FRA: 151., NLD: 58., POR: 36., SWE: 68.
  - In My Head – US: 38., AUS: 36., CAN: 34., NLD: 68., POR: 48.
- Positons
  - Shut Up
  - Motive (Doja Cattel)
  - Just like Magic
  - Off the Table (The Weeknddel)
  - Six Thirty
  - Safety Net (ft. Ty Dolla Sign)
  - My Hair
  - Nasty
  - West Side
  - Love Language
  - Obvious
  - Someone like U
  - Test Drive
  - Worst Behavior
  - Main Thing
- Christmas & Chill
  - Intro
  - Wit It This Christmas
  - December
  - Not Just on Christmas
  - True Love – KOR: 30.
  - Winter Things – NLD: 40.

## Fordítás
- Ez a szócikk részben vagy egészben  az   Ariana Grande discography című angol Wikipédia-szócikk fordításán alapul.  Az eredeti cikk szerkesztőit annak laptörténete sorolja fel. Ez a jelzés csupán a megfogalmazás eredetét és a szerzői jogokat jelzi, nem szolgál a cikkben szereplő információk forrásmegjelöléseként.